# Derevînî, Horodnea
Derevînî (în ucraineană Деревини) este o comună în raionul Horodnea, regiunea Cernihiv, Ucraina, formată numai din satul de reședință.

## Demografie
Componența lingvistică a comunei Derevînî
     Ucraineană (97,09%)
     Belarusă (2,3%)
     Alte limbi (0,46%)
Conform recensământului din 2001, majoritatea populației comunei Derevînî era vorbitoare de ucraineană (97,09%), existând în minoritate și vorbitori de belarusă (2,3%).